# 蘇朱德

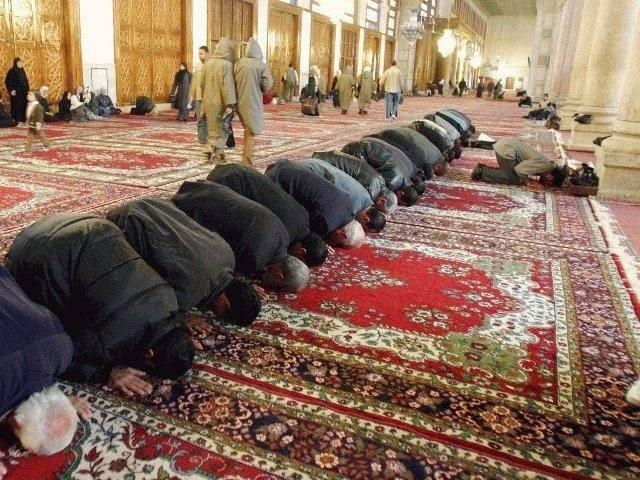
穆斯林進行蘇朱德。

蘇朱德（阿拉伯语：‎ sujūd），為阿拉伯語，意為「叩頭」。叩頭為伊斯蘭教五功中的薩拉赫必做的行為，然而穆斯林叩頭的次數取決於賴克阿：每行一次賴克阿(Raka'ah)就行一次叩頭。在古蘭經的經文中常有代表蘇朱德的符號「۩」。穆斯林在誦讀古蘭經時，若讀到這個符號就要行叩頭禮。第一个被启示的包含叩头的《古兰经》章节是‘星宿章’。

而布哈里聖訓就有寫到叩頭的規定：
|  | 伊本·阿拔斯傳述：「使者說：『我奉命叩頭時，七個肢體必須著地，它們是：額頭、鼻子（使者說鼻子時還特意用手指了一下）、雙手、兩膝和雙腳；在禮拜中不得攏發，不得整衣。』」 |